# Prosopis flexuosa

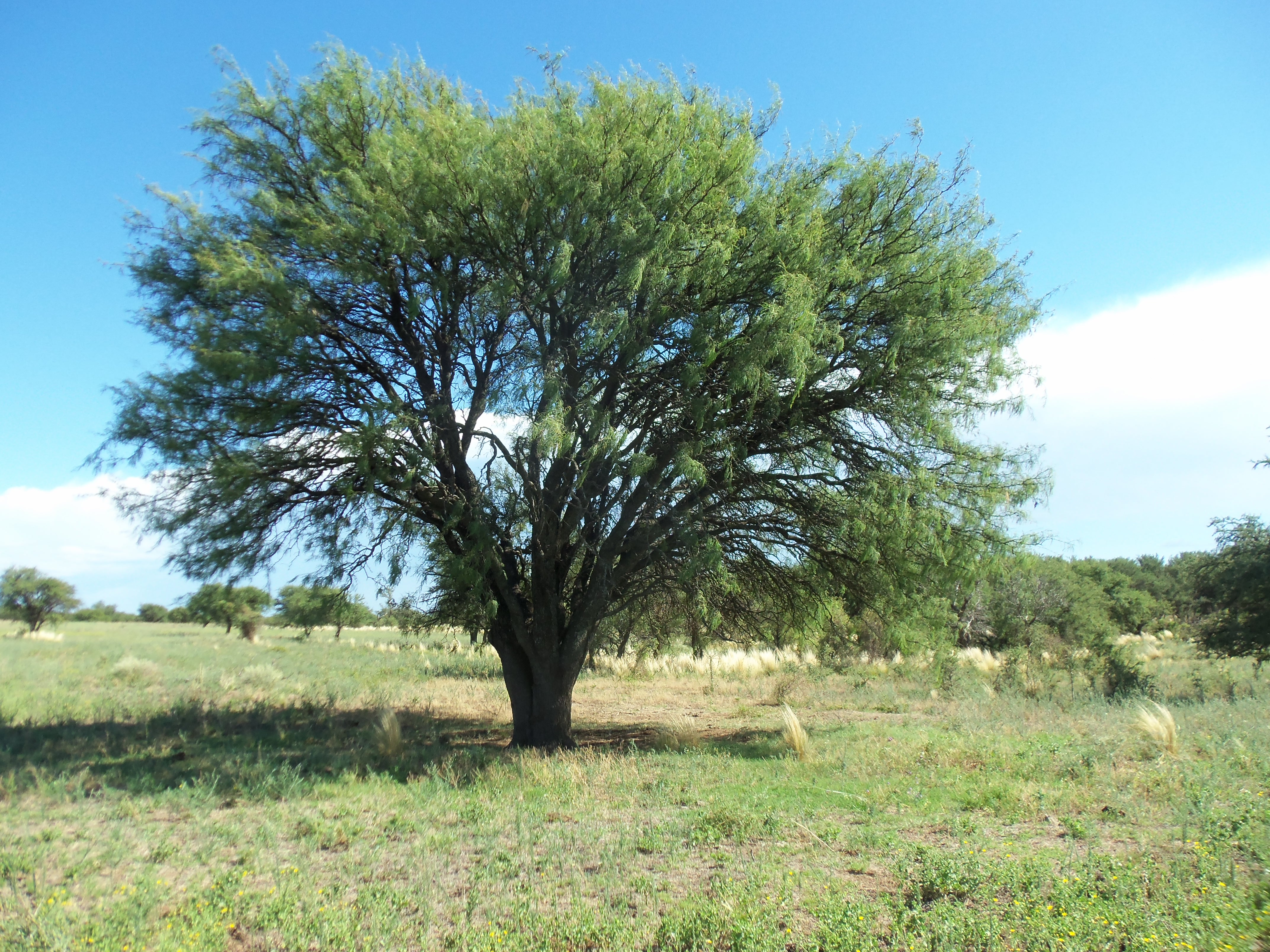
Follaje en verano.

Para otras especies, ver Algarrobo.
Prosopis flexuosa,  algarrobo dulce o alpataco (cuando presenta varios troncos o tiene forma arbustiva), es una especie arbórea de Sudamérica, leguminosa de la subfamilia de las Mimosoideae, con tres variedades registradas.
Es endémica de Sudamérica:  Argentina (Buenos Aires, Catamarca, Chubut, Córdoba, La Pampa, La Rioja, Mendoza, Neuquén, Río Negro, Salta, San Juan, San Luis, Tucumán); Bolivia (La Paz, Santa Cruz); Chile (Atacama, Coquimbo).

## Nombre común
Algarrobo, "algarrobo de caballo",  "algarrobo dulce", "algarroba".

## Descripción
Prosopis flexuosa es un árbol de tamaño mediano, de no más de 10 m en altura y 6 dm  en diámetro, aunque raramente se encuentren árboles tan crecidos (por las talas e incendios); tronco corto,  ramas largas, decumbentes; raíz central, con crecimiento vertical primero,  y luego desarrolla raíces adventicias. En el sur de la región cuyana se lo puede hallar ocasionalmente en forma de arbusto, con varios troncos y/o poca altura, ya sea por daños ocasionados por el ganado en su juventud, o por condiciones climáticas (sobre todo el granizo). Esta característica se evidencia más en la Patagonia, donde desarrolla troncos que salen por debajo del suelo, propio de la variedad depressa. En la región cuyana, a las plantas de estas características se les llama comúnmente alpatacos, por más que se trate de la misma especie. 
Espinas axilares, geminadas, 0,3–6 cm de largo, pocas veces solitarias, más generalmente en pares.  Hojas uni o raramente biyugadas, caducas, pecíolo de 0,7–9,5 cm de largo, con pinnas de 3–15 cm de largo, a menudo arqueadas cuando secas,  impresas, con 9–17 pares lineales, opuestas, principalmente glabras, obtusas, con foliólulos de 0,5–1,5 cm de largo por 0,8–1,5 mm de ancho, subcoriáceos. 
Flores en racimos densos,  6–14 cm de largo.  Fruto legumbre lineal, sabor generalmente dulce, agradable, aunque esto varía mucho con los distintos tipos de suelo y con la edad del árbol (aumenta la cantidad de azúcar cuando el árbol envejece), lignificado y rico en azúcares; comprimida, recta o levemente curvada, subfalcada raramente subanular,  suturas paralelas, u onduladas y submoniliforme. De color amarillo pálido en la forma típica, pero frecuentemente violáceos, 7–17 cm de largo y 0,6–1,2 cm de ancho, con 5 mm de espesor. La pulpa varía de escasa a tan abundante como la de Prosopis Alba var. panta (aunque estas son más largas), dulce y a veces amarga, aunque nunca tanto como Prosopis Alpataco; 8-18 artículos del endocarpo, indehiscente (Burkart (1976). En la provincia de Río Negro se observa un fruto con bastante más pulpa que en otras regiones, del mismo modo en la provincia de Catamarca (donde también el árbol alcanza su mayor tamaño). Lo contrario ocurre en algunas localidades de San Juan, donde el fruto tiene mucha menos pulpa. Por lo tanto, es de las especies de Prosopis con mejor calidad de fruto para la alimentación tanto humana como del ganado.
Es una especie dominante de la vegetación. En la parte norte del monte convive con Prosopis chilensis, en el Chaco Árido con Prosopis nigra y Prosopis pugionata y en el caldenal con Prosopis caldenia. 

## Usos
Árbol ornamental (urbano y de cortina rompeviento). Su madera  presenta alta densidad, dura de clavar, gran capacidad mecánica y excelente estabilidad dimensional (permite el trabajo en verde).  *Densidad en verde: 1.150 kg/m³
- Densidad de la madera seca al aire 822 kg/m³
- Densidad anhidra 770 kg/m³
- Contracción volumétrica 6,2%
- Tensión al límite proporcional de las siguientes propiedades: **flexión estática 450 kg/cm²
  - Detalle de las ramas en invierno.Típica forma aparasolada.Color del follaje primaveraltenacidad 18 kg/cm²
  - compresión tangencial 230 kg/cm²

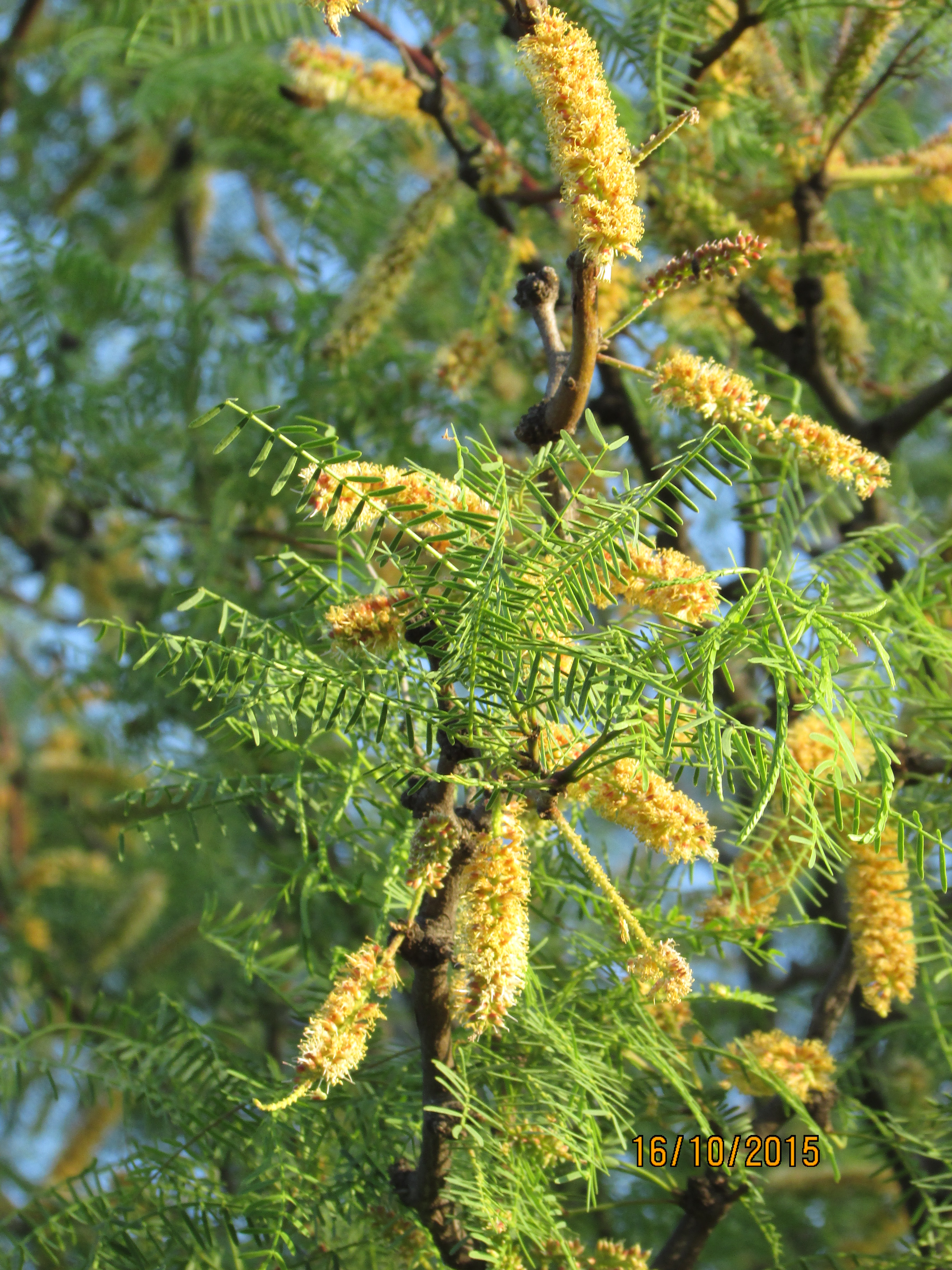

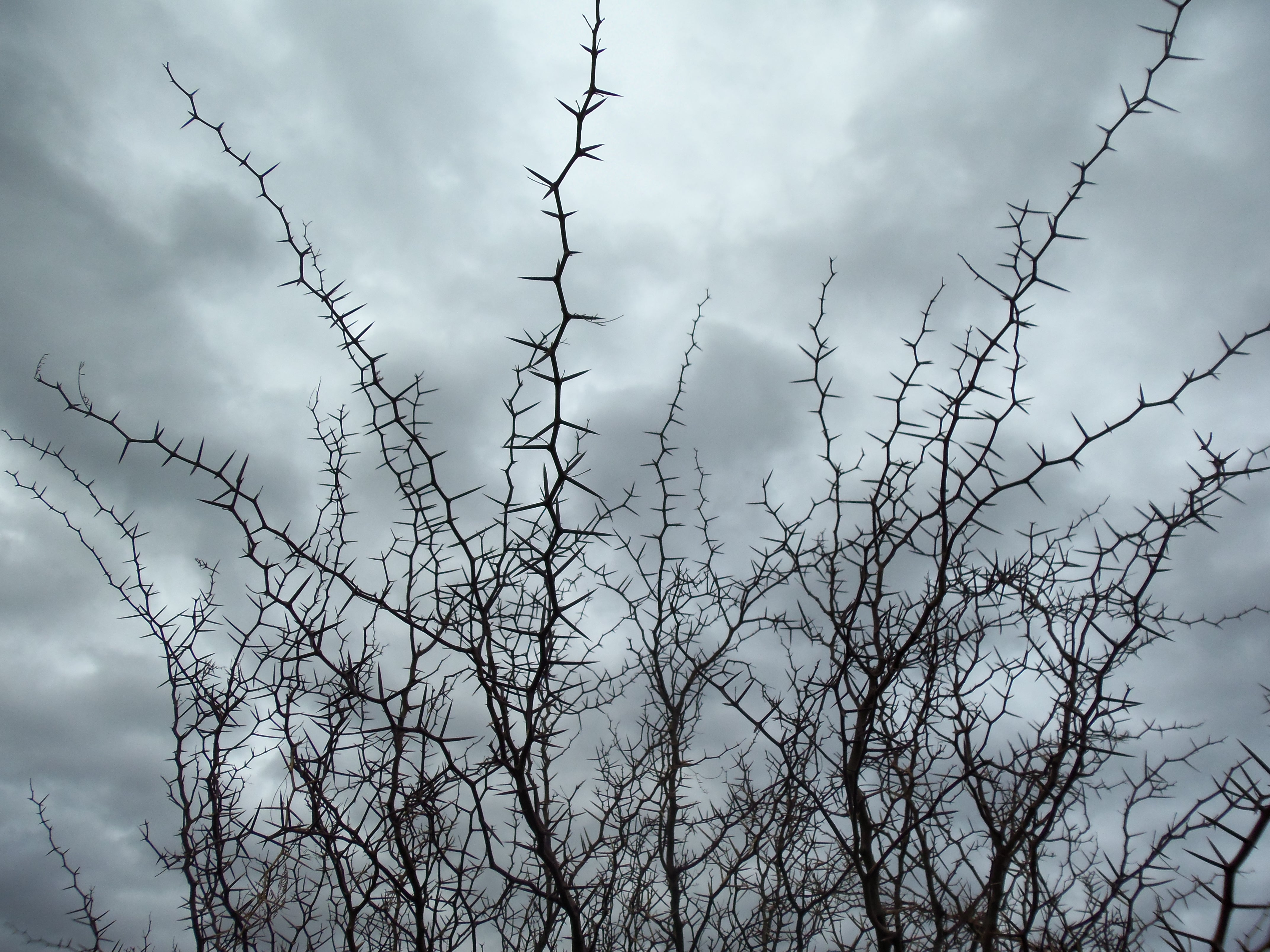
Detalle de las ramas en invierno.

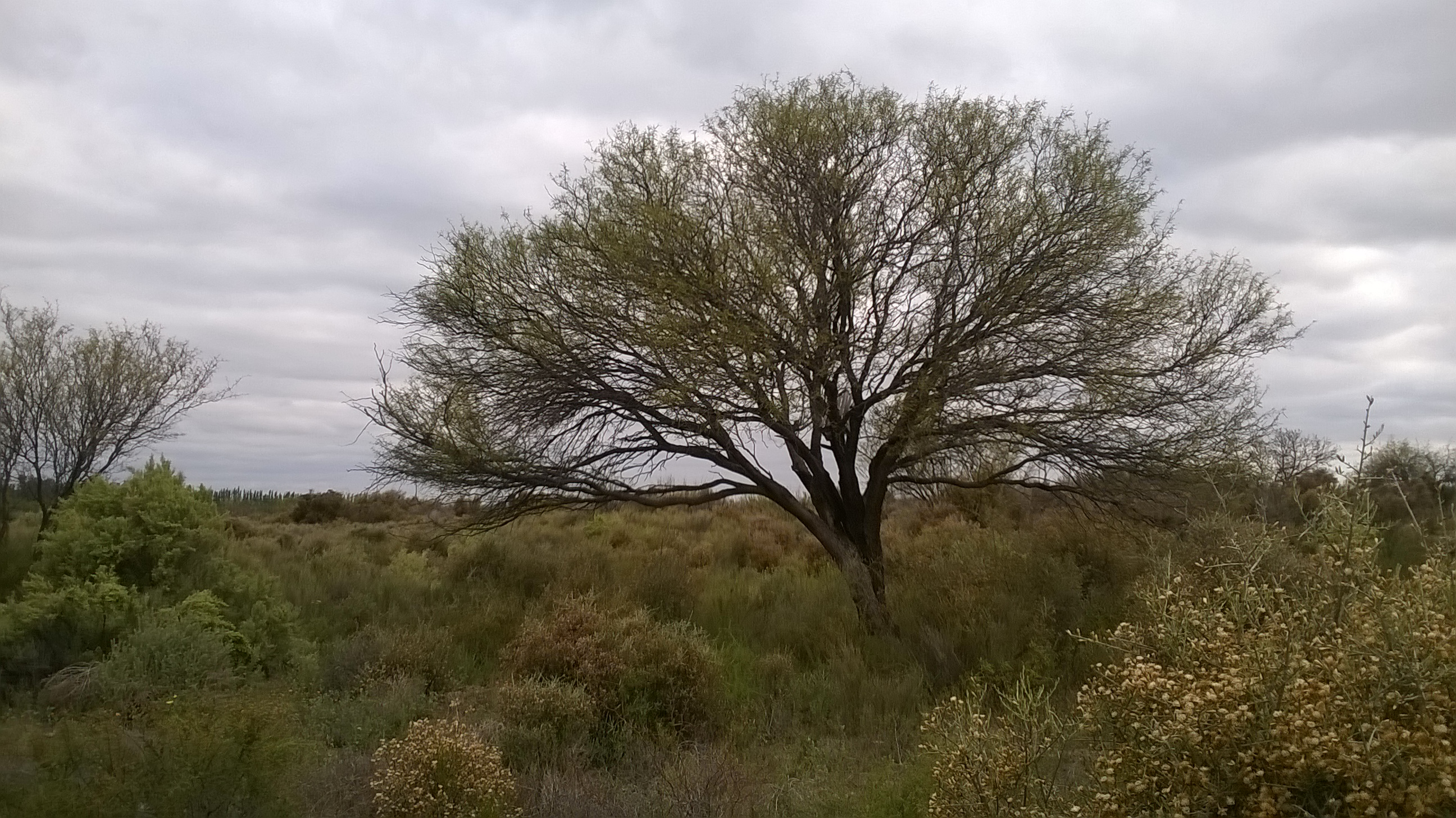
Típica forma aparasolada.

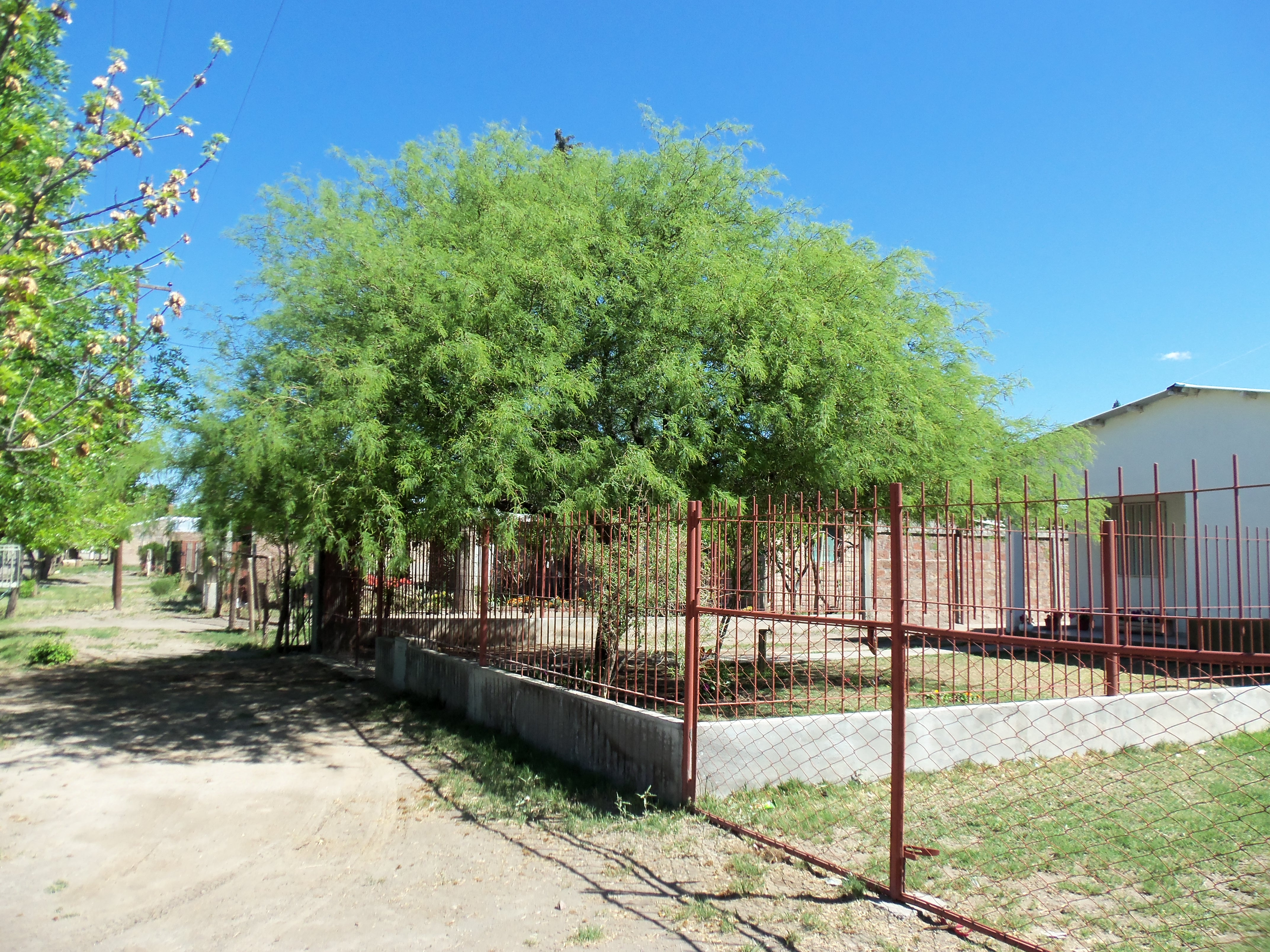
Color del follaje primaveral

  - compresión perpendicular 230 kg/cm²,  paralela 400 kg/cm²
  - dureza tangencial 858 kg/cm²
  - corte tangencial 127 kg/cm²

Estos valores hacen que esta madera sea apta para usos tecnológicos. 
Se la usa para: 
1. Postes y varillas de infraestructura ganadera. Rodrigones y varillones en viñas. Duran medianamente 15 a 30 años según la humedad del ambiente.
2. Carpintería de obra: marcos, puertas, ventanas, parqué, tirantes, etc.
3. Carpintería rural: mangas, bretes, casillas de operar, construcciones y viviendas rurales, etc. Hay vigas internas con más de 300 años en perfecto estado.
4. Carpintería fina: sillas y muebles pequeños (no es posible actualmente encontrar individuos con fustes muy largos). Los mismos son de estilo rústico, pesados y de color más claro que Prosopis alba. Suelen presentarse problemas de rajaduras en diámetros grandes.
5. Artesanía: platos, utensilios, cajas, adornos, etc.
6. Combustible de calidad como leña de 4.600 kcal/kg o para carbón vegetal de 6500 kcal/kg con una eficiencia de 4-5 t de leña transformables a 1 t de carbón.

Se encuentra en zonas de 50 mm a 500 mm de precipitación anual, concentradas en la época estival. Prospera bajo temperaturas que van de los 48 °C de máxima absoluta hasta los -12 °C de mínima absoluta. Es la especie arbórea del género que más frío tolera llegando hasta la latitud d 40° S. 
El árbol es tolerante a sequía, frío, sales y arena; o sea, que es extremadamente eficiente con el consumo de agua, produce la mayoría de los frutos en años de sequía, y ha sido exitosamente introducido en regiones áridas.
En Argentina, es una especie muy común en los pastizales naturales, y es abundantemente consumida por el ganado doméstico, por lo que su valor como forrajera es alto. Posee un sistema radicular extremadamente desarrollado por lo que es muy laborioso extraerlo cuando se quiere sistematizar tierras para cultivo.
El fruto se puede consumir en fresco cuando está bien maduro y es utilizado para elaborar diversos productos alimenticios como ￼harina, arrope, patay y aloja (bebida alcohólica), entre otros. Fue la base de la alimentación de muchas tribus indígenas, especialmente en el centro oeste de Argentina y norte de la patagonia de dicho país, además de provincias del norte del mismo como San Juan, La Rioja y Catamarca principalmente.

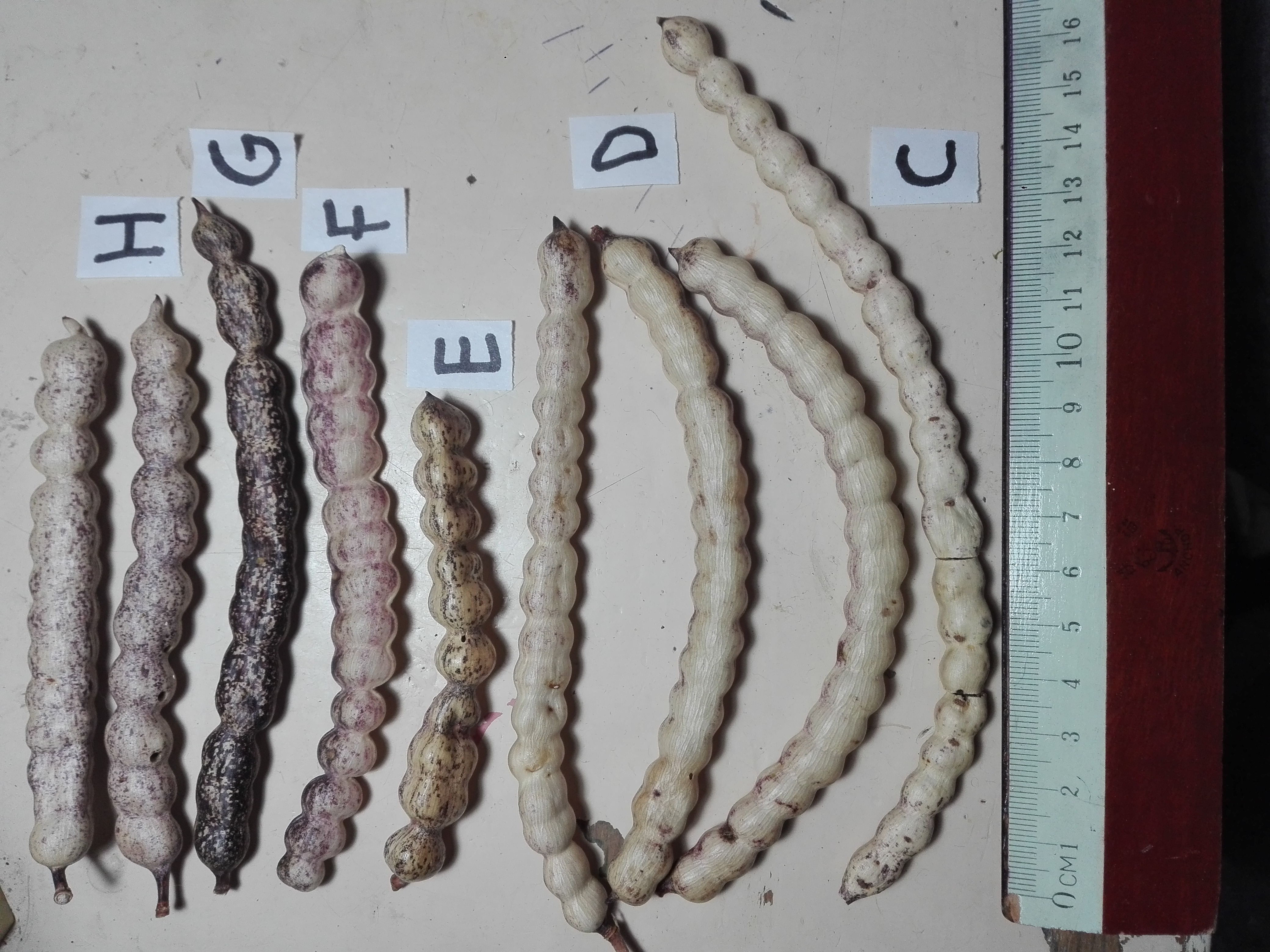
Distintas formas y tamaños del fruto.

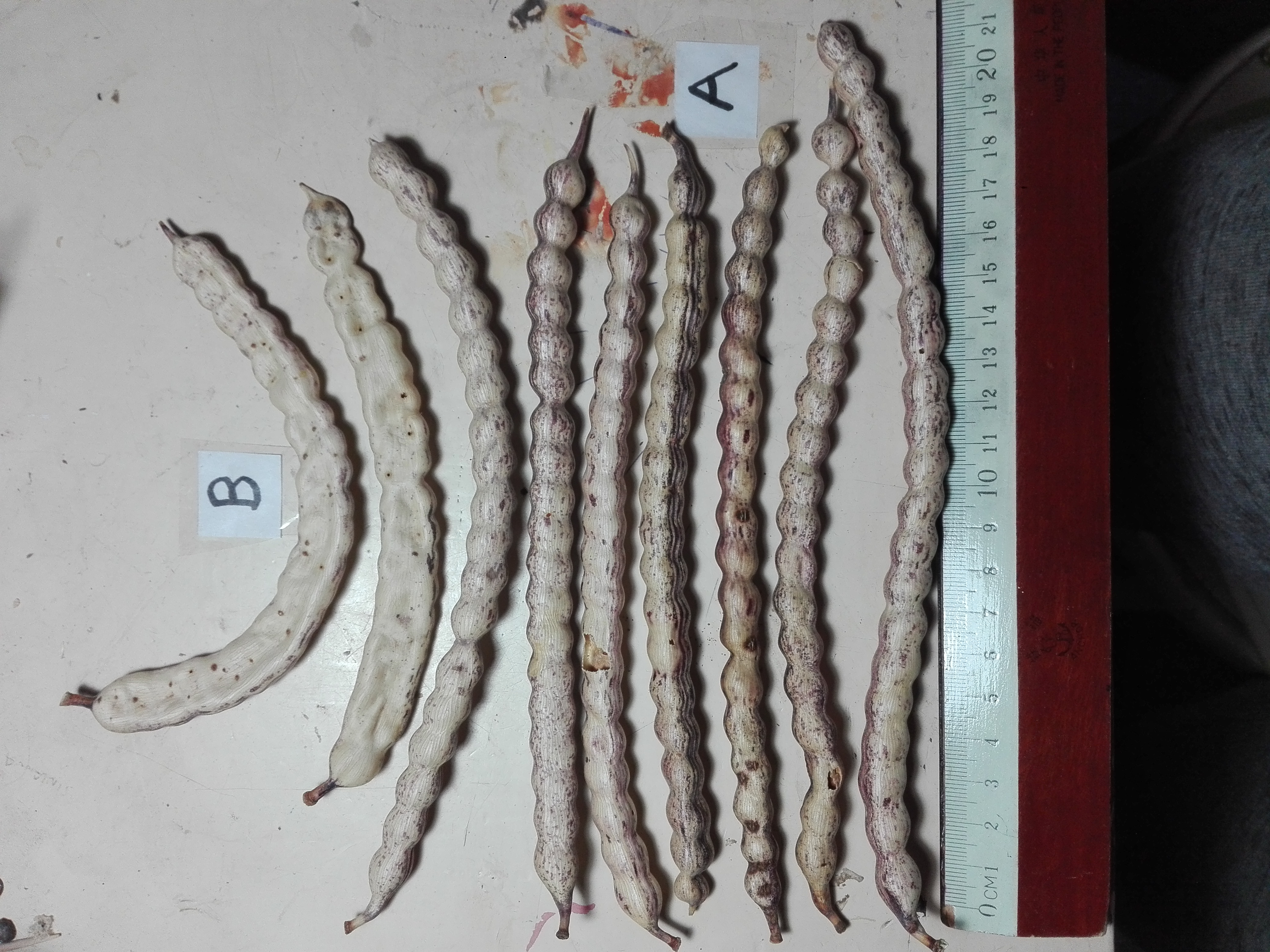

También tiene un alto valor para la producción apícola, ya que las flores aportan mucho néctar y polen.

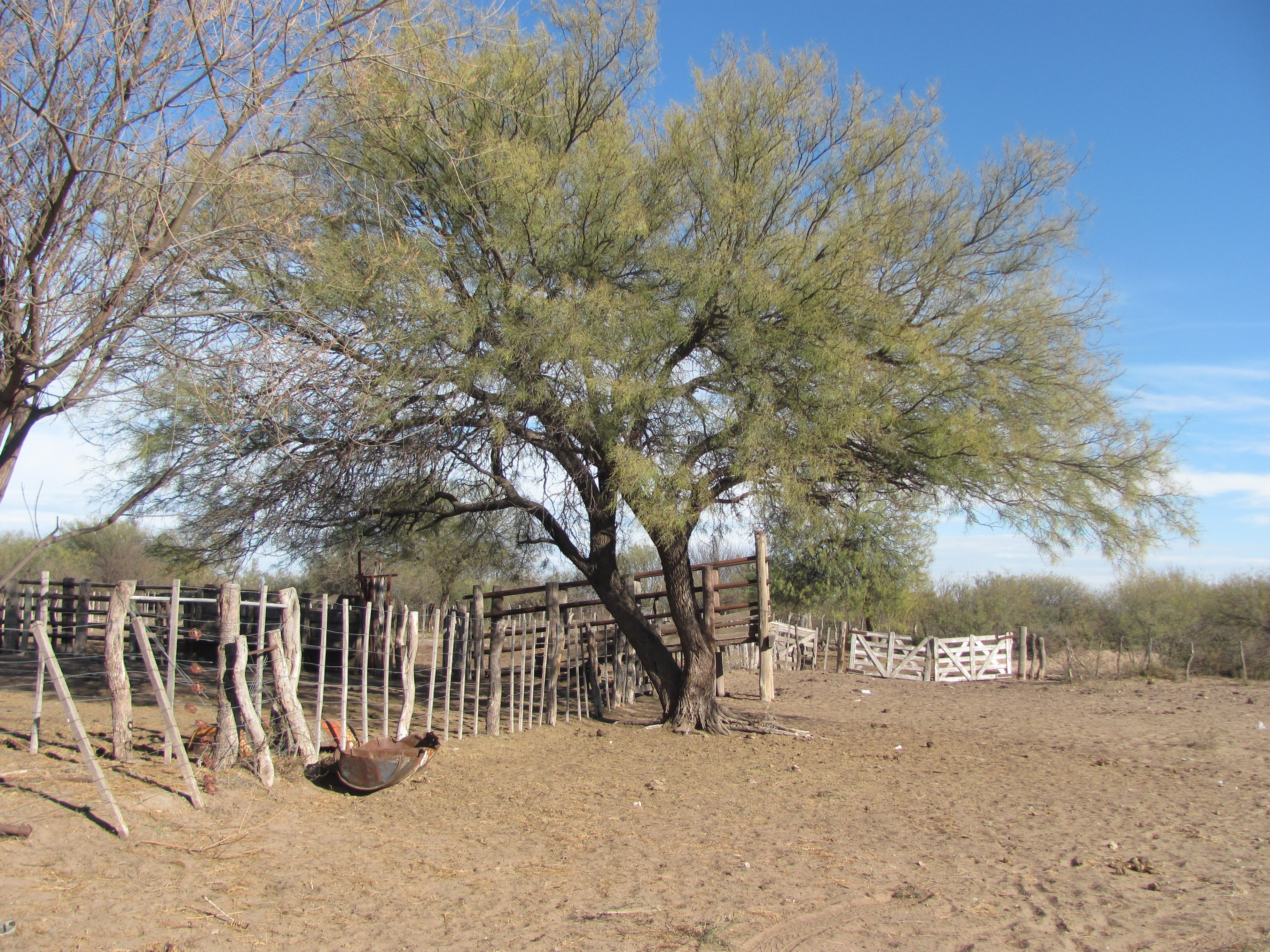
Follaje invernal

## Referencias

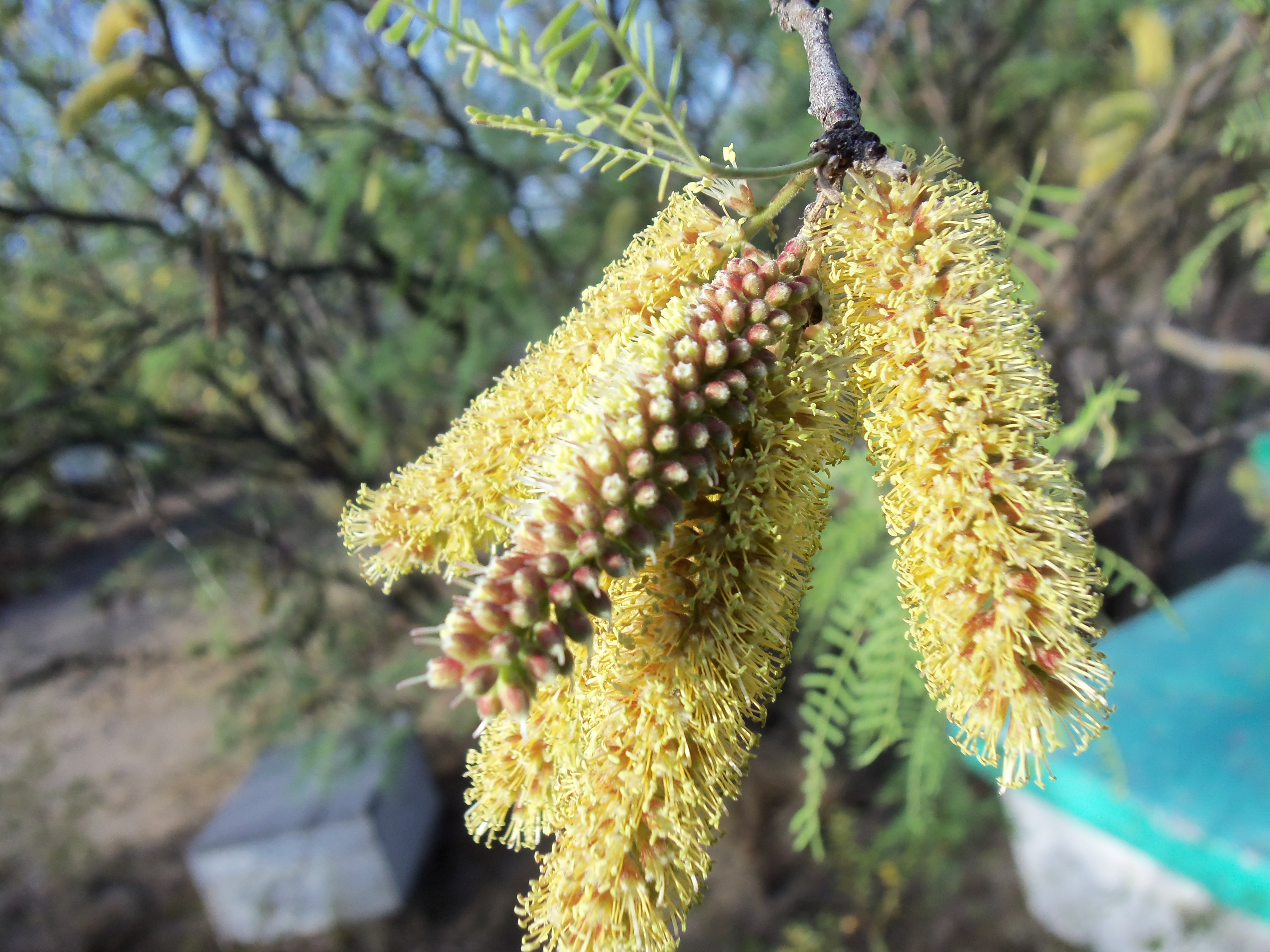
Detalle de la inflorescencia

## Enlaces externos

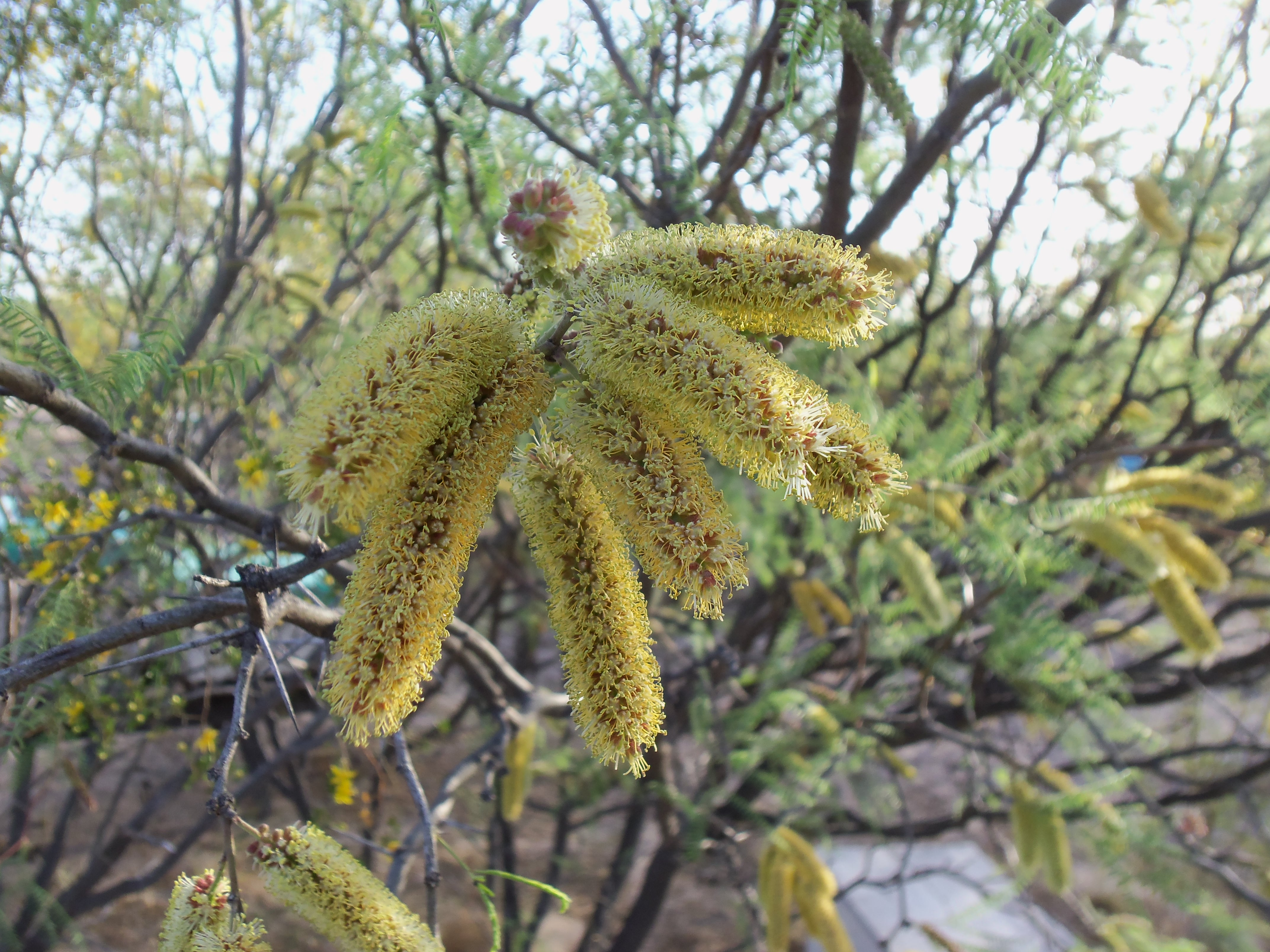
Detalle de las inflorescencias